# Manuel Molares do Val
Manuel Molares do Val, (Puentedeume, La Coruña, 1943-Majadahonda, Comunidad de Madrid, 13 de septiembre de 2022) fue un periodista y corresponsal español. 

## Biografía
Nació en la localidad coruñesa de Puentedeume. Sus padres, Manuel —dedicado a los negocios, y oriundo de Salvatierra de Miño (Pontevedra)—, y Carmen —oriunda de O Corvo, Lugo— se conocieron en Vigo poco después de la Guerra civil española. Su padre tenía un almacén de perfumería, una tienda de electrodomésticos y distribución de gas en las localidades de Puentedeume y Betanzos. Manuel era el mayor de cinco hijos: Manuel, Eugenio, Carlos, Alfredo y Alberto.
Manuel inició su educación básica en el colegio Luis Vives de Puentedeume. Tiempo después decidió formarse como marino mercante y se trasladó a Estados Unidos donde estudió ingeniería en la Universidad de Nueva York. Posteriormente, dio un giro radical a su vida y regresó a España. En Madrid se matriculó en la Escuela Oficial de Periodismo. Con el título de periodista, comenzó su carrera profesional en El Correo Gallego y en la revista Chan, —una publicación editada en gallego y castellano, y publicada en Madrid en los inicios de los años setenta.
Tras fichar por la Agencia EFE, fue corresponsal permanente en México, Bélgica, la República Popular China —siendo el primer periodista español destinado de modo estable en Pekín—, y Estados Unidos. Después de realizar el máster en Artes Liberales (Universidad del Sur de California, Los Ángeles), mientras vivía en California, regresó a España donde fue redactor jefe y subdirector de distintos departamentos de la Agencia EFE y directivo de la Asociación de la Prensa de Madrid durante dos mandatos.
También desarrolló una tarea docente formando a varias promociones de periodistas y de alumnos del máster de Comunicación y Relaciones Internacionales EFE-Universidad Complutense. En 2001 abandonó la agencia EFE y continuó escribiendo en su blog "Crónicas Bárbaras". Su último artículo fue publicado el 10 de septiembre de 2022.
Estaba casado con Lenny Garza, una española de orígenes norteamericanos.
Manuel Molares falleció el 13 de septiembre de 2022, a los 79 años en el Hospital Puerta de Hierro de Majadahonda (Madrid) a causa de un derrame cerebral.